# PSX emulator
pSX emulator — бесплатный эмулятор игровой приставки Sony PlayStation. Эмулятор вышел 4 февраля 2006 года.
Отличием от других эмуляторов Sony PlayStation является простота использования, которая достигается за счёт самодостаточности эмулятора, отсутствия необходимости установки сторонних плагинов. Функции графического процессора, звуковой системы, CD-привода уже включены в эмулятор.
Как большинство эмуляторов приставок пятого поколения, pSX emulator осуществляет высокоуровневую эмуляцию, поэтому для его работы необходим файл с дампом BIOS PlayStation.
Поддерживаемые форматы CD-образов: *.iso, *.bin, *.cue, *.ccd, *.cdz, *.img.
Сохранение игры может осуществляться в любом моменте игры, для этого нужно просто нажать меню Файл, Сохранить Игру, после чего нужно будет Обязательно указать имя вашего сохранения игры.

## Проблемы при работе с эмулятором

### Проблемы с совместимостью
При запуске некоторых игр на данном эмуляторе могут возникать проблемы с совместимостью этих игр с программой-эмулятором, что ведёт к тем или иным негативным последствиям: игра не запускается, отображается некорректно, «тормозит» и т. д.

#### Частные случаи несовместимости
- Animorphs: Shattered Reality — тормозит логотип загрузки
- Barbie: Super Sport — не запускается
- Bloody Roar 2 — не запускается. Можно запустить на более ранней версии эмулятора 1.11 (Исправлено в 1.13)
- Rise of Robots 2: Ressurection — некорректное отображение текста и изображения. для устранения неполадок можно использовать BIOS 5500 с опцией -r.
- Tekken 2 — Заморозка после логотипа PlayStation. Решение — используйте эмулятор v 1.8
- Duke Nukem: Total Meltdown — множество графических артефактов, которые значительно затрудняют игровой процесс.
- Mortal Kombat Trilogy — не запускается
- Hot Wheels Turbo Racing — зависает на экране загрузки
- Future Cop: L. A. P. D. — зависает при длительных движениях или поворотах камеры